# Cylletron
Cylletron är ett släkte av skalbaggar som beskrevs av Thomson 1859. Cylletron ingår i familjen kortvingar.
Släktet innehåller bara arten Cylletron nivale.